# إيرني إلس
إيرني إلس (بالإنجليزية: Ernie Els)‏ هو لاعب غولف جنوب أفريقي، ولد في 17 أكتوبر 1969 في جوهانسبرغ في جنوب أفريقيا.

## وصلات خارجية
- الموقع الرسمي
- إيرني إلس على موقع رابطة لاعبي الغولف المحترفين (الإنجليزية)
- إيرني إلس على موقع رابطة أوروبا للاعبي الغولف المحترفين (الإنجليزية)
- إيرني إلس على موقع رابطة اليابان للاعبي الغولف المحترفين (الإنجليزية)
- إيرني إلس على موقع التصنيف العالمي الرسمي للغولف (الإنجليزية)
- إيرني إلس على موقع إن إن دي بي (الإنجليزية)